# Barnabás levele
Barnabás levele egy 70–132 között keletkezett, görög nyelvű apokrif irat. Több évszázadon át ez volt az egyik olyan "antilegomena" (vitatott) írás volt, amelyet egyes keresztények szent írásnak tekintettek, míg mások elutasítottak. A teljes szöveget a 4. századi Codex Sinaiticus őrzi, ahol közvetlenül a Hermasz pásztora előtt jelenik meg.
A levél olyan korai keresztény tanítás, amely elsősorban az Ószövetség allegorikus magyarázatát tartalmazza. Szerzője az úgynevezett pogánykeresztények közül kerülhetett ki. A hagyomány alapján valamikor egyesek Barnabás apostolt nevezték meg írónak, aki Pál apostol útitársa volt, ma már inkább egy ismeretlen, talán azonos nevű ókeresztény tanítónak tulajdonítják.

## Magyarul megjelent
- Barnabás levele IN: Apostoli atyák, Szent István Társulat, Budapest, 1980, ISBN 963-360-371-4, 218–246. o. elektronikus elérés